# Nora Shulman
Nora Shulman (* im 20. Jahrhundert) ist eine kanadische Flötistin und Musikpädagogin.

## Leben
Shulman war zunächst Associate Fellow am Berkshire Music Center in Tanglewood, stellvertretende Soloflötistin der Aspen Chamber Symphony beim Aspen Music Festival und Mitglied des Denver Symphony. 1974 wurde sie Mitglied, 1986 Erste Flötistin des Toronto Symphony Orchestra (TSO), dem sie bis 2017 angehörte. Sie nahm an den großen Kanadatourneen des TSO teil und trat als Solistin u. a. mit diesem, dem National Arts Centre Orchestra, dem Detroit Symphony Orchestra, dem CBC Vancouver Orchestra auf. Als Kammermusikerin nahm sie u. a. am Guelph Spring Festival, dem Colours of Music Festival, dem Ottawa International Chamber Music Festival und dem Toronto Summer Music Festival teil.
Zahlreiche Aufnahmen spielte Shulman beim Label Naxos ein, darunter mit der Harfenistin Judy Loman Dance of the Blessed Spirits, Sequenca I auf dem Album Berio Sequenzas I-XIV und 20th Century Music for Flute and Harpund mit dem Gitarristen Norbert Kraft Mauro Giuliani: Duets for Flute and Guitar. Weitere Aufnahmen entstanden bei der CBC, bei Centrediscs und Marquis Classics. Als Begleiterin nahm sie mit den Sängerinnen Karina Gauvin und Catherine Robbin auf.
Als Lehrerin wirkt Shulman an der Musikfakultät der University of Toronto, wo sie auch im Rahmen der Faculty Artist Series auftritt. Seit 2017 ist sie Flötenlehrerin und Koordinatorin der Meisterklassen für Holzblasinstrumente an der Glenn Gould School des Konservatoriums von Toronto.

## Diskografie
Alben
- Dance Of The Blessed Spirits, Deutsche Grammophon 1984
- Duets for Flute and Guitar, Naxos 2001

Compilations
- Dance of the Blessed Spirits - Romantic Music for Flute and Harp, Naxos 1998